# António Alfredo
António Alfredo (21.01.1932 — 17.12.2001), foi um pintor português.
António Alfredo Paiva Ferreira Nunes era irmão da escritora Natália Nunes. Frequentou a Escola de Belas-Artes de Lisboa. Foi ativista do MUD Juvenil. Teve atividade ligada às artes e à publicidade.
Com uma obra consonante com o neorrealismo, participou nas Exposições Gerais de Artes Plásticas a partir da 5ª exposição (SNBA, Lisboa).